# دهستان تورما
دهستان تورما (به لاتین: Torma Parish) یک دهستان در استونی است که در شهرستان یوگوا واقع شده‌است.

## خصوصیات
دهستان تورما ۳۴۹٫۳ کیلومترمربع مساحت و ۲٬۴۷۲ نفر جمعیت دارد.